# 張交
张交（?—?），字少游，范阳郡方城县（今河北省廊坊市固安县南）人，中国南北朝时南朝梁官员。
张交很能涉猎文学，被选中娶梁简文帝第十一女安阳公主。梁元帝承圣二年（553年）官至太子洗马、秘书丞，掌东宫管记。

## 家族
祖父张弘策。父张绾。叔伯父张缅、张缵。